# NGC 2490
NGC 2490 (również PGC 22382) – zwarta galaktyka (C) znajdująca się w gwiazdozbiorze Bliźniąt. Odkrył ją 14 lutego 1857 roku R.J. Mitchell – asystent Williama Parsonsa.